# Fèlix Escalas Fàbrega
Fèlix Escalas Fàbrega (Barcelona 1915 –1994) fou patró i armador va ser president de l'entitat precursora de la Federació Catalana de Vela, la Regió de Llevant i Balears de la Federació Espanyola de Clubs Nàutics, càrrec que va ocupar de manera interina entre 1946 i 1951 i, definitivament, de 1951 a 1964.
Navegà en la classe Hispania i després en FI 6. Formà part del frustrat equip olímpic que havia de participar en els Jocs Olímpics de Berlín (1936). Destacà sobretot en les tasques directives, primer al Reial Club Marítim de Barcelona i després al Reial Club Nàutic de Barcelona. Fou president de la Regió de Llevant i Balears de la Federació Espanyola de Clubs Nàutics, des d'on potencià la recuperació de la vela en la postguerra. R. Va ser vicesecretari i posteriorment secretari de la Cambra de Comerç i Navegació de Barcelona Durant la seva presidència es va introduir la Snipe, es van crear nous clubs nàutics a la costa catalana, com el CN Costa Brava de Palamós (1948), el CN Arenys de Mar (1952) o el CN Vilanova (1957), i l'any 1962 es va celebrar la primera edició del Saló Nàutic de Barcelona, que va recollir el relleu del Comitè de Mar que hi havia a la Fira de Mostres de la ciutat i que es va aprofitar per fer regates al port de Barcelona. Va ser membre del Panathlon Club de Barcelona, com a representant de l'esport a vela. Rebé la medalla de Forjador de la història esportiva de Catalunya de l'any 1993.